# Kim Sung-kyu
Kim Sung-kyu (hangeul: 김성규; hanja: 金聖圭; Jeonju, 28 aprile 1989) è un cantautore, cantante e attore sudcoreano, membro del gruppo musicale Infinite.

## Biografia
Ha debuttato come solista il 12 novembre 2012 con il primo EP Another Me, che nel mese di uscita vendette 62 958 copie, risultando al primo posto nella classifica sudcoreana Circle Chart, mentre si classificò alla ventiduesima posizione nella lista dei dischi più venduti in Corea del Sud per lo stesso anno. L'11 maggio 2015 ha pubblicato il suo secondo EP, intitolato 27.
Ha studiato alla National University High School di Jeonju dove faceva parte di una band, i "Coma Beat". Quando parlò ai genitori del suo sogno di affermarsi come cantante, loro minacciarono di costringerlo a lasciare casa se non cambiava idea. Egli perseguì la sua aspirazione in segreto e nel 2007 partecipò al casting per la SM Entertainment, fallendo. Passò poi a fare l'audizione per la Woollim Entertainment, venendo preso. Nel giugno 2010 Kim Sung-kyu fece il suo debutto con gli Infinite.
Il 15 febbraio 2013 si è laureato alla Daekyung University insieme ad altri membri della band, ovvero L, Seungyeol, Hoya e Dongwoo, ricevendo un premio per i voti conseguiti.

## Discografia
- Another Me (2012)
- 27 (2015)

## Filmografia
- INFINITE Concert Second Invasion Evolution The Movie 3D (2012)
- Chunbunzzae Namja (2012) Serie TV
- Ilmalui Soonjung (2013) Serie TV
- Grow: Infinite's Real Youth Life (2014)
- The Gangster, the Cop, the Devil (2019)

## Riconoscimenti
- 2020 - Grand Bell Awards
  - Nomination per il miglior attore per il film "The Gangster, the Cop, the Devil" (2019)

1. ↑  Nell'onomastica coreana il cognome precede il nome. "Kim" è il cognome.
2. ↑  (EN) Gaon Chart releases chart rankings for the month of November 2012, su allkpop.com.
3. ↑  (EN) Gaon Chart releases Yearly Chart Ranking for 2012, su allkpop.com, 21 gennaio 2013.